# Ruo
Ne doit pas être confondu avec Ruo (Fjell).
Cet article concerne un atoll du Pacifique. Pour la rivière du Malawi et du Mozambique, voir Ruo (rivière).
Pour l’article homonyme, voir RUO.
Ruo est un atoll des îles Carolines. C'est une municipalité du district d'Oksoritod, dans l'État de Chuuk, un des États fédérés de Micronésie. Il compte 575 habitants (2008) pour une superficie de 1 km2.